# Alexius Sylvius Polonus
Alexius Sylvius Polonus (1593 — ca. 1653) foi um astrônomo jesuíta polonês.